# Safa Safiyari
Safa Safiyari, född 14 april 1973, är svensk TV-producent och ansvarig för barnprogram på Sveriges Television.

## Biografi
Safiyari flydde med sin familj från Iran när han var 14 år. Familjen bosatte sig senare i Tranås.
Safiyari inledde TV-karriären som reporter för ungdomsprogrammen Bullen, Elbyl och Vera. Hösten 2001 ledde han Vera Special, ett samhällsprogram för unga. Han var också producent för barnprogrammet REA.
I september 2008 blev han tillförordnad programbeställare för barnprogram. År 2010 inrättade SVT en ny tjänst som chef för Barnkanalen som Safiyari tog. Från den 1 januari 2015 var han dessutom tillförordnad programdirektör för allmän-TV och sport på SVT. Den 1 februari 2016 återgick han till att huvudsakligen ansvara för barnprogram, men fick även ta hand om ungdomsprogrammen.

## Källhänvisningar
1. 1 2 3  Nya Vera är Safas revansch, Aftonbladet, 2 augusti 2001
2. ↑  Nya tf programbeställare på SVT Arkiverad 9 februari 2019 hämtat från the Wayback Machine., Nordvision, 21 augusti 2008
3. ↑  Safa Safiyari ny kanalchef för SVT Barnkanalen Arkiverad 9 februari 2019 hämtat från the Wayback Machine., Nordvision, 18 maj 2010
4. ↑  Martin Österdahl slutar som programdirektör, Vipåtv, 28 november 2014
5. ↑  Safa Safiyari, Vipåtv, 18 januari 2016
6. ↑  Nu satsar SVT på tonåringarna, Vipåtv, 2 februari 2016